# 布拉希夫卡 (佐洛奇夫区)
50°0′21″N 24°50′18″E / 50.00583°N 24.83833°E
布拉希夫卡（烏克蘭語：Брахівка），是烏克蘭西部利沃夫州佐洛奇夫區布斯克市镇内的村落。始建於1400年，面積1.67平方公里，海拔高度224米，2001年人口236，人口密度每平方公里141.49人。